# Sharp Corporation
Sharp Corporation (シャープ株式会社 Shāpu Kabushiki-gaisha?) es un fabricante japonés de electrónica, fundada en 1912. Toma su nombre del Ever-Sharp mechanical pencil inventado por su fundador en 1915.
Desde entonces se ha convertido en una de las principales empresas de electrónica en el mundo. Como fabricante de semiconductores, Sharp es uno de los 20 Líderes de Ventas, y está entre las cien primeras empresas en inversión en Investigación y desarrollo de acuerdo con la lista publicada por la revista IEEE Spectrum. En el año fiscal 2015 la corporación atravesó problemas financieros, al punto que sufrió pérdidas por 1900 millones de dólares. El 30 de marzo de 2016, Foxconn acordó comprar Sharp por 389.000 millones de yenes (3500 millones de US$).

## Orígenes
En 1912, Tokuji Hayakawa (早川 徳次) fundó un taller de metales en Tokio. Su primer invento fue un broche de hebilla llamado 'Tokubijo'. Uno de sus primeros inventos fue el Ever-Sharp mechanical pencil en 1915, del que Sharp Corporation toma su nombre.
Después de que el negocio del lápiz fuera destruido por el Gran terremoto de Kantō en 1923, la compañía se estableció en Osaka y comenzó a diseñar los primeros sistemas de radio japoneses. Estos salieron a la venta en 1925. En 1953 comenzó la producción de las primeras televisiones en Japón. Otros logros notables incluyen la primera calculadora de escritorio en usar sólo transistores del mundo en 1964 y la primera calculadora con LCD en 1973. La tecnología LCD continúa siendo una parte clave de la gama de producto de Sharp, tanto los componentes como los productos terminados.

## Principales tecnologías
Sus principales productos y tecnologías son: paneles solares, teléfonos móviles, equipos de entretenimiento audiovisual, paneles LCD, proyectores, fotocopiadoras, microondas, cajas registradoras, sensores CMOS y CCD, y memoria flash.
El primer Teléfono con cámara fotográfica comercial también fue hecho por Sharp para el mercado japonés en noviembre del 2000. Productos recientes incluyen el ViewCam, el ordenador portátil Ultra-Lite, la gama de PDAs Sharp Zaurus, varios modelos del smartphones Danger Hiptop, y los televisores LCD Sharp Aquos.

## Productos
Sharp fabrica una amplia variedad de productos electrónicos de consumo. Estos incluyen televisores LCD, vendidos bajo la marca Sharp Aquos, teléfonos móviles, microondas, sistemas de sonido y Home cinema, sistemas de purificación de aire, faxes y Calculadoras.
Para el mercado de oficinas y negocios, Sharp también produce una amplia gama de proyectores y monitores y gran variedad de Fotocopiadoras e impresoras láser, además de cajas registradoras electrónicas y TPV.
Sharp es un pionero e innovador en el campo de los dispositivos multifuncionales (MFD) y ha conseguido muchos premios de BLI y BERTL - las dos mayores autoridades en promover la inteligencia competitiva y en baterías de pruebas para la industria gráfica. Los últimos productos SHARP - MX2600N y MX3100N una vez más han abierto nuevos caminos con el lanzamiento de la versión 3 de la Open System Architecture (OSA3). Esta característica aumenta la productividad aún más al permitir a terceros integrar sus aplicaciones de negocio con un equipo multifuncional.
Sharp Solar ha sido un proveedor líder de placas de Energía solar fotovoltaica durante varios años. Ahora, ofrece televisores con alimentación solar.
La División de Comunicaciones Móviles de Sharp creó el primer Teléfono con cámara fotográfica comercial, en 1997 en Japón, y sigue siendo uno de los principales actores en el mercado japonés de telefonía móvil, además de mantener una posición como proveedor de nicho fuera de Japón. En 2008, Sharp colaboró con Emblaze Mobile en el Monolith, "...un ambicioso proyecto para diseñar el último dispositivo móvil global". En 2015 Hisense adquirió el derecho a vender televisores en América utilizando la marca Sharp por cinco años. También compró una fábrica de Sharp en México. En 2019 Toshiba cambia el nombre de la marca a Dynabook tras la compra de Sharp.

### Humanoide Robot
El show 2019 de electrónica para el consumidor (CES) siempre trae sorpresas interesantes para el mundo de la imagen. En esta edición, Sharp presentó la primera cámara 8K para el consumidor
En 2006, Sharp dijo que había desarrollado un robot humanoide que limpia los platos de la mesa y los coloca en un lavavajillas. El robot (mide 95 x 50 x 45 cm) abre la puerta del lavavajillas, recoge las tazas de té, cuencos de arroz y los platos, los coloca en la unidad y cierra la puerta.

## Ventas
Las ventas netas para el año 2003/4 fueron de 16.400 millones de dólares. La Corporación cuenta con 46.600 trabajadores, de los cuales alrededor de la mitad viven fuera de Japón. Funciona con 64 sedes en 30 países y sus productos se distribuyen en 164 países de todo el mundo. Muchas de sus filiales regionales usan el nombre comercial de "Sharp Electronics".

## Manchester United
Sharp fue el principal patrocinador del Manchester United Football Club desde 1982 hasta 2000, en uno de los patrocinios más largos y lucrativos del fútbol en Inglaterra. El logotipo de Sharp estuvo en el frontal de sus camisetas durante esos 17 años, en los que el equipo ganó siete Premier League, cinco FA Cup, un Football League Cup, una Recopa de Europa de fútbol y una Copa de Europa. Ese periodo vino a ser la edad de oro del club, y el cambio de patrocinador a Vodafone coincidió con su declive en 2000, por lo que algunos fanes denominaron a ese período - particularmente entre 1993-1999, como The Sharp Years.

## Sedes

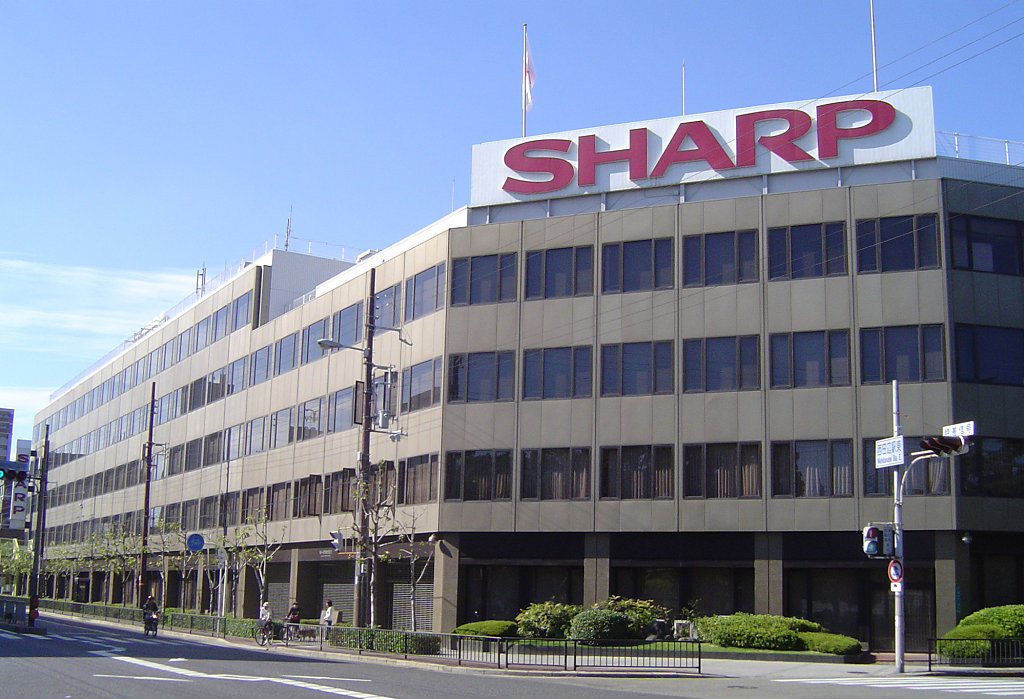
Oficinas centrales en Osaka.

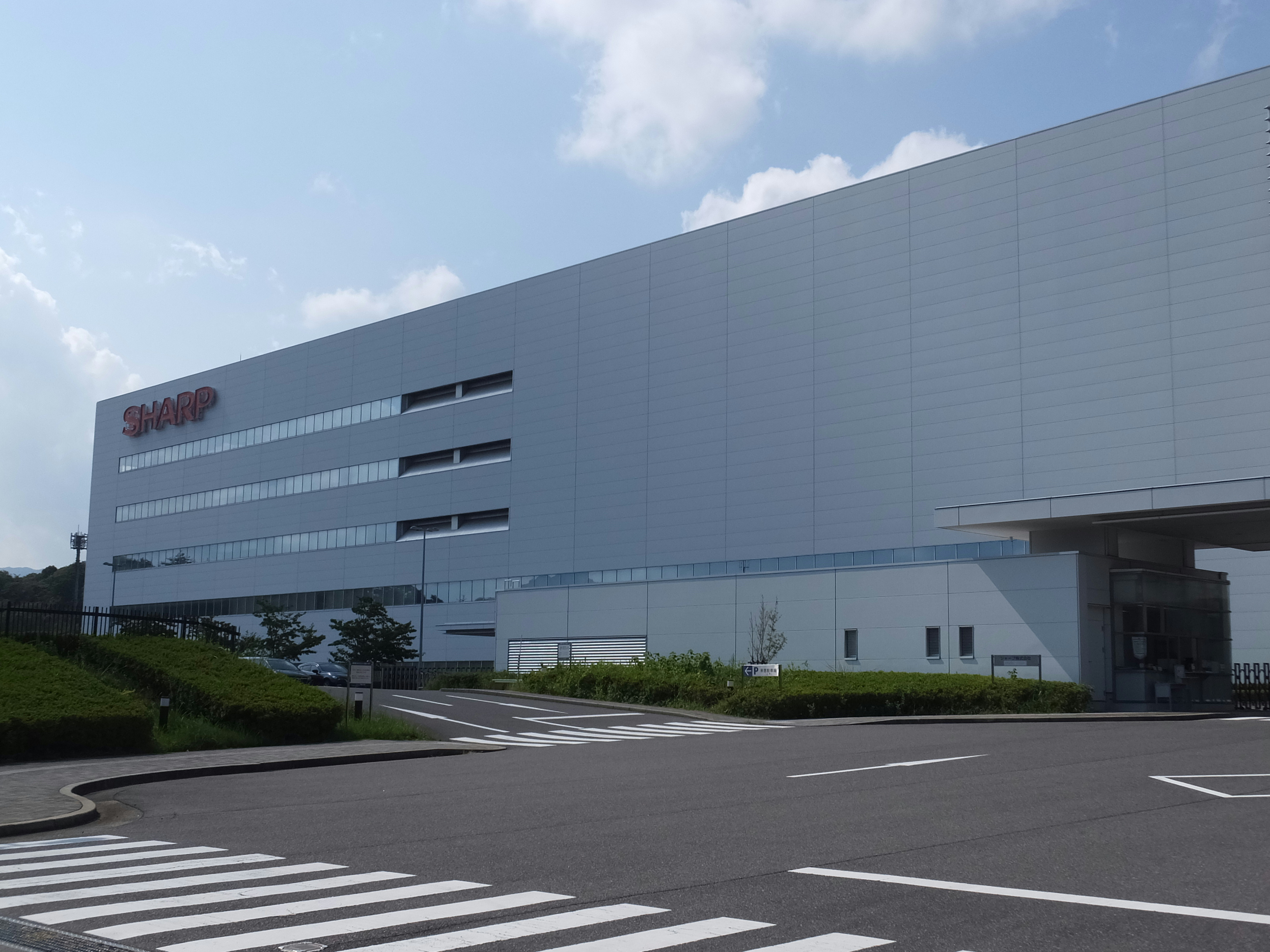
Planta Kameyama SHARP No 1.

- 22-22, Nagaike-cho, Abeno-ku, Osaka, Japón.
- Sede en Perú: Reprodata, Lima, Av. República de Panamá 3517.

## Compañías asociadas
- Pioneer Corporation